# Incendies de forêt en Sibérie de 2020
Les feux de forêt de 2020 en Sibérie sont une série d'incendies qui ont lieu dans de vastes zones de toundra au cours de l'été 2020,,. Ils provoquent la destruction de plusieurs millions d'hectares de forêts.

## Contexte
La Sibérie avait déjà été touchée par des feux d'une ampleur inédite en 2019 (en), lors desquels les États-Unis avaient proposé leur aide à la Russie. Vladimir Poutine avait chaleureusement remercié le président américain Donald Trump pour cette proposition.

## Causes
La Sibérie connaît depuis janvier 2020 des températures anormalement élevées par endroits. Ces températures s'ajoutent à un faible taux d’humidité du sol, en raison de faibles précipitations, et constituent des conditions particulièrement propices aux départs de feux.
Pour Andrey Shshegolev, directeur du programme forêts pour le WWF Russie, l'ampleur des feux seraient en partie explicable à des réformes du nouveau code forestier et de la lutte incendie.

## Feux de forêt
Dès la mi-juin 2020, le nombre comme l’intensité des incendies augmentent dans l’extrême Nord-Est de la Sibérie et dans une moindre mesure en Alaska.
À la mi-juillet, 9,26 millions d’hectares au total, soit davantage que la superficie du Portugal, auraient été touché par les feux.

### Lutte anti-incendie
Les pompiers russes luttaient mi-juillet contre 136 incendies sur 43 000 hectares[Information douteuse] à l'aide d'explosifs et en tentant de déclencher des pluies avec l’ensemencement des nuages.

## Conséquences écologiques
Ces feux forment ce qu'on appelle une "boucle de rétroaction", phénomène d'aggravation du processus de réchauffement climatique en raison de l'action des conséquences de ce phénomène, qui agissent rétroactivement pour le renforcer encore. On peut parler dans le langage courant de "cercle vicieux", et l'effet est particulièrement fort dans le cas de la Sibérie, du fait de la libération d'une grande quantité de dioxyde de carbone par les feux de tourbières.
La communauté scientifique comme les militants écologistes alertent sur une "catastrophe", tant présente que future, en raison de la mort d'une grande partie de la faune et de la flore, mais aussi de l'aggravation du réchauffement climatique. En effet, les incendies ont provoqué à la mi-juillet 2020, l’émission de 59 mégatonnes de CO2 dans l’atmosphère, un record pour un mois de juillet.